# MIMバッカルチューブ
MIMバッカルチューブ（ミムバッカルチューブ）とは、歯列矯正装置のひとつ。バッカルチューブは、臼歯の頬側に取り付ける金属製のチューブのことで、特に製造方法が、金属粉末射出成型法 (Metal Injection Molding) のものをMIMバッカルチューブという。
アーチワイヤやフェイスボウを維持するための丸チューブと角チューブの組み合わせにより、シングル、ダブル、トリプルのタイプがあり、更に、臼歯に直接接着するためのベースが付いたボンダブルタイプと、バンドに溶接して使用するウェルダブルタイプがある。アーチワイヤを容易に装着したり取り外しできる様、スロット上部に取り外し可能なカバーが付いたものなどもある。